# Geraldine Chaplin
Geraldine Leigh Chaplin (sinh ngày 31 tháng 7 năm 1944) là một diễn viên người Anh. Bà là con của diễn viên danh tiếng Charlie Chaplin.

## Danh mục phim
| Năm  | Tên phim                                                       | Vai diễn                              | Ghi chú |
| ---- | -------------------------------------------------------------- | ------------------------------------- | --- |
| 1952 | Limelight                                                      | Little Girl in Opening Scene          | Đạo diễn: Charles Chaplin (uncredited) |
| 1965 | Crime on a Summer Morning                                      | Zelda                                 | |
| 1965 | Doctor Zhivago                                                 | Tonya Gromeko                         | Đạo diễn: David Lean Golden Globe Awards Đề cử: New Star of the Year – Actress                                                                               |
| 1966 | Andremo in città                                               | Lenka                                 | |
| 1967 | A Countess from Hong Kong                                      | Girl at dance                         | Đạo diễn: Charlie Chaplin |
| 1967 | Casino Royale                                                  | Keystone Kop                          | (uncredited) |
| 1967 | I Killed Rasputin                                              | Mounia Golovine                       | |
| 1967 | Stranger in the House                                          | Angela Sawyer                         | |
| 1967 | Peppermint Frappé                                              | Elena/Ana                             | Đạo diễn: Carlos Saura |
| 1968 | Stress Is Three                                                | Teresa                                | Đạo diễn: Carlos Saura |
| 1969 | Honeycomb                                                      | Teresa                                | Đạo diễn: Carlos Saura Writer (also story). Film entered into the 19th Berlin International Film Festival                                                    |
| 1970 | The Hawaiians                                                  | Purity Hoxworth                       | |
| 1970 | The Garden of Delights                                         | Actress                               | Đạo diễn: Carlos Saura (uncredited) |
| 1971 | Perched on a Tree                                              | Mme Muller                            | (as Géraldine Chaplin) |
| 1971 | Carlos                                                         | Lisa                                  | |
| 1972 | Innocent Bystanders                                            | Miriam Loman                          | |
| 1972 | Z.P.G.                                                         | Carol McNeil                          | Đoạt giải:Medalla Sitges en Plata del Ley: Nữ diễn viên chính xuất sắc nhất                                                                                  |
| 1972 | A House Without Boundaries                                     | Actress                               | Film entered into the 22nd Berlin International Film Festival                                                                                                |
| 1973 | Ana y los lobos                                                | Ana                                   | Đạo diễn: Carlos Saura |
| 1973 | The Three Musketeers                                           | Anna of Austria                       | |
| 1973 | Marriage a la Mode                                             | Actress                               | |
| 1973 | Yankee Dudler                                                  | Kate Elder                            | |
| 1974 | The Four Musketeers                                            | Queen Anne of Austria                 | Đạo diễn: Richard Lester |
| 1974 | ¿...Y el prójimo?                                              | Luisa                                 | |
| 1974 | Sommerfuglene                                                  | Anne Zimmler                          | |
| 1975 | Cría cuervos                                                   | Ana The Mother                        | Đạo diễn: Carlos Saura Đoạt giải: Premios ACE: Nữ diễn viên chính xuất sắc nhất Film received the Special Jury Prize Award at the 1976 Cannes Film Festival. |
| 1975 | Nashville                                                      | Opal                                  | Đạo diễn: Robert Altman Golden Globe Awards Đề cử:Nữ diễn viên phụ xuất sắc nhất                                                                             |
| 1976 | Buffalo Bill and the Indians, or Sitting Bull's History Lesson | Annie Oakley                          | Đạo diễn: Robert Altman |
| 1976 | Welcome to L.A.                                                | Karen Hood                            | Đạo diễn: Alan Rudolph BAFTA Awards Đề cử:Nữ diễn viên phụ xuất sắc nhất                                                                                     |
| 1976 | Scrim                                                          | Actress                               | |
| 1976 | Noroît                                                         | Morag                                 | by Jacques Rivette; episode from an intended four part series "Scenes from a Parallel Life"                                                                  |
| 1977 | Roseland                                                       | Marilyn                               | Đạo diễn: James Ivory |
| 1977 | Elisa, vida mía                                                | Elisa Santamaria/Elisa's Mother       | Đạo diễn: Carlos Saura |
| 1977 | In Memoriam                                                    | Paulina Arevalo                       | |
| 1978 | Remember My Name                                               | Emily                                 | Đạo diễn: Alan Rudolph Đoạt giải: Miami Film Festival: Nữ diễn viên chính xuất sắc nhất Paris Film Festival: Nữ diễn viên chính xuất sắc nhất                |
| 1978 | A Wedding                                                      | Rita Billingsley                      | Đạo diễn: Robert Altman |
| 1978 | One Page of Love                                               | Lise                                  | |
| 1978 | Blindfolded Eyes                                               | Actress                               | Đạo diễn: Carlos Saura |
| 1979 | L'Adoption                                                     | Catherine                             | |
| 1979 | Mama Turns 100                                                 | Ana                                   | Đạo diễn: Carlos Saura |
| 1979 | La viuda de Montiel                                            | Adelaida                              | Entered into the 30th Berlin International Film Festival |
| 1979 | Mais où et donc Ornicar                                        | Isabelle                              | Đạo diễn: Bertrand Van Effenterre |
| 1980 | Le Voyage en douce                                             | Lucie                                 | Entered into the 30th Berlin International Film Festival |
| 1980 | The Mirror Crack'd                                             | Ella Zielinsky                        | |
| 1981 | Les Uns et les Autres                                          | Suzan/Sara Glenn                      | Đạo diễn: Claude Lelouch |
| 1981 | The House of Mirth                                             | Lily Bart                             | Phim truyền hình |
| 1982 | Casting                                                        | Actress                               | |
| 1983 | Life Is a Bed of Roses                                         | Nora Winkle                           | Đạo diễn: Alain Resnais |
| 1983 | My Cousin Rachel                                               | Contessa Rachel Sangalletti           | Television miniseries |
| 1984 | Love on the Ground                                             | Charlotte                             | Đạo diễn: Jacques Rivette |
| 1987 | White Mischief                                                 | Nina Soames                           | Đạo diễn: Michael Radchod |
| 1988 | The Moderns                                                    | Nathalie de Ville                     | Đạo diễn: Alan Rudolph |
| 1989 | The Return of the Musketeers                                   | Queen Anne                            | Đạo diễn: Richard Lester |
| 1989 | I Want to Go Home                                              | Terry Armstrong                       | Đạo diễn: Alain Resnais |
| 1990 | Gentille Alouette                                              | Angela Duverger                       | |
| 1990 | The Children                                                   | Joyce Wheater                         | |
| 1991 | Buster's Bedroom                                               | Diana Daniels                         | Đạo diễn: Rebecca Horn |
| 1991 | Duel of Hearts                                                 | Mrs. Miller                           | Phim truyền hình |
| 1992 | Chaplin                                                        | Hannah Chaplin                        | Đạo diễn: Richard Attenborough Golden Globe Awards Đề cử: Nữ diễn viên phụ xuất sắc nhất                                                                     |
| 1992 | Hors Saison                                                    | Anarchist                             | by Daniel Schmid |
| 1993 | A Choeign Field                                                | Beverly                               | |
| 1993 | The Age of Innocence                                           | Mrs. Welland                          | Đạo diễn: Martin Scorsese |
| 1994 | Words Upon the Window Pane                                     | Miss McKenna                          | |
| 1995 | Para recibir el canto de los pájaros                           | Catherine                             | |
| 1995 | Home cho the Holidays                                          | Aunt Gladys                           | Đạo diễn: Jodie Foster |
| 1996 | Jane Eyre                                                      | Miss Scatcherd                        | Đạo diễn: Franco Zeffirelli |
| 1996 | Gulliver's Travels                                             | Empress Munodi                        | Television miniseries |
| 1996 | Os Olhos da Ásia                                               | Jane Powell                           | |
| 1996 | Crimetime                                                      | Thelma                                | |
| 1997 | Mother Teresa: In the Name of God's Poor                       | Mother Teresa                         | |
| 1998 | Cousin Bette                                                   | Adeline Hulot                         | |
| 1998 | Finisterre, donde termina el mundo                             | Madre/Mother                          | |
| 1999 | To Walk with Lions                                             | Victoria Anrecelli                    | |
| 1999 | Beresina oder Die letzten Tage der Schweiz                     | Charlotte De                          | Đạo diễn: Daniel Schmid |
| 2000 | In the Beginning                                               | Yocheved                              | Phim truyền hình |
| 2001 | Just Run!                                                      | Madre                                 | |
| 2001 | The Faces of the Moon                                          | Joan Turner                           | |
| 2002 | Dinotopia                                                      | Grandmother                           | Television miniseries |
| 2002 | En la ciudad sin límites                                       | Marie                                 | Goya Awards Nữ diễn viên phụ xuất sắc nhất |
| 2002 | Talk to Her                                                    | Katerina Bilova                       | Đạo diễn: Pedro Almodóvar |
| 2004 | The Bridge of San Luis Rey                                     | The Abbess                            | |
| 2005 | Heidi                                                          | Rottenmeier                           | |
| 2005 | Oculto                                                         | Adela                                 | |
| 2005 | Melissa P.                                                     | Nonna Elvira                          | Đạo diễn: Luca Guadagnino |
| 2005 | BloodRayne                                                     | Chotune Teller                        | |
| 2006 | Agatha Christie's Marple                                       | Mrs. Fane                             | Television series Episode: Sleeping Murder |
| 2006 | Les aventuriers des mers du Sud                                | Maggie                                | Phim truyền hình |
| 2007 | The Orphanage                                                  | Aurora                                | Đạo diễn: Juan Antonio Bayona Goya Awards Đề cử: Nữ diễn viên phụ xuất sắc nhất                                                                              |
| 2007 | Teresa, el cuerpo de Cristo                                    | Priora del convento                   | |
| 2007 | Miguel and William                                             | La dueña                              | |
| 2007 | Los Totenwackers                                               | Salgado                               | |
| 2007 | Boxes                                                          | Maman                                 | Đạo diễn: Jane Birkin |
| 2008 | Inconceivable                                                  | Frances Church-Chappel                | |
| 2008 | Parlami d'Amore                                                | Amelie                                | |
| 2008 | Parc                                                           | La mère de Marteau                    | |
| 2008 | Ramírez                                                        | Galerist                              | |
| 2008 | Diario de una Ninfómana                                        | Abuela de Valére/Valeré's grandmother | |
| 2008 | Brontë                                                         | Aunt Elizabeth                        | |
| 2009 | The Island Inside                                              | Victoria                              | |
| 2009 | Imago Mortis                                                   | Contessa Orsini                       | |
| 2010 | Hostias                                                        | Jean                                  | |
| 2010 | The Making of Plus One                                         | Geri - the casting Đạo diễn           | |
| 2010 | The Wolfman                                                    | Maleva                                | Đạo diễn: Joe Johnston |
| 2010 | There Be Dragons                                               | Abileyza                              | Đạo diễn: Roland Joffé |
| 2010 | The Mosquito Net                                               | María                                 | |
| 2010 | The Trick in the Sheet                                         | Alma                                  | Đạo diễn: Alfonso Arau |
| 2011 | ¿Para qué sirve un oso?                                        | Josephine                             | Đoạt giải: Málaga Spanish Film Festival: Nữ diễn viên phụ xuất sắc nhất                                                                                      |
| 2011 | The Monk                                                       | L'abbesse                             | Đạo diễn: Dominik Moll |
| 2011 | Americano                                                      | Linda                                 | |
| 2011 | ...And If We All Lived Together                                | Annie                                 | |
| 2012 | O Apóstolo                                                     | Dosinda                               | Voice |
| 2012 | The Impossible                                                 |                                       | |
| 2012 | The Hollow Crown                                               | Alice                                 | 1 episode: Henry V |